# Gucha (huyện)
Huyện Gucha là một huyện thuộc tỉnh Nyanza ở Kenya. Theo điều tra dân số ngày 24 tháng 8 năm 1999, huyện này có dân số 460939 người. Huyện Gucha có diện tích 661 km². Huyện lỵ đóng tại Tabaka.